# Laraesima fuliginea
Laraesima fuliginea är en skalbaggsart som först beskrevs av Bates 1885.  Laraesima fuliginea ingår i släktet Laraesima och familjen långhorningar.
Artens utbredningsområde är Guatemala. Inga underarter finns listade i Catalogue of Life.